# Helmig Jan van der Vegt
Helmig Jan van der Vegt (Zwolle, 5 januari 1864 – aldaar, 26 augustus 1944) was een Nederlandse socialist. Hij was een van de oprichters van de SDAP.

## Leven en werk
Van der Vegt werd in 1864 in Zwolle geboren als zoon van de timmerman Klaas Johannes van der Vegt en van Aaltje Wiekmeijer. Hij werd in zijn woonplaats Zwolle opgeleid tot onderwijzer.  Hij kwam op jeugdige leeftijd in aanraking met het socialisme van Domela Nieuwenhuis. Van der Vegt trouwde in 1889 met Everdina Delia Hatenboer. Uit dit huwelijk werden vijf kinderen geboren. Hij kreeg een aanstelling als onderwijzer in zijn geboorteplaats en richtte daar een afdeling van de Sociaal-Democratische Bond  (SDB) op. Met zijn plaatsgenoot Louis Cohen was hij redacteur van de Volksvriend. Beiden maakten zich los van de SDB van Domela Nieuwenhuis en beiden behoorden tot de oprichters, de twaalf apostelen, van de SDAP in 1894 in Zwolle. Van de Vegt was degene, die de oprichtingsvergadering had georganiseerd.
Van der Vegt bleef ook na de oprichting actief voor de SDAP. Omdat hij onderwijzer was mocht hij geen politieke functies vervullen. Dat bood hem de gelegenheid om op de achtergrond als vertolker van de ideeën van de SDAP werkzaam te zijn. Hij was actief binnen de Zwolse winkeliersvereniging en de volkshuisvesting ter plaatse. Ook vervulde hij spreekbeurten, schreef artikelen en was betrokken bij de opleiding van het kader. Pas na zijn pensionering in 1929 kwam hij beschikbaar voor het vervullen van politieke functies, maar toen vond het partijkader hem te oud. Desondanks werd hij gekozen in de gemeenteraad van Zwolle en in de provinciale staten van Overijssel. Het leidde tot zijn royement als partijlid. In 1934 werd de strijdbijl begraven en keerde Van der Vegt terug in de gelederen van de SDAP, die hij tot 1939 zou vertegenwoordigen als raadslid en als Statenlid. 
Van der Vegt overleed in augustus 1944 op 80-jarige leeftijd in zijn woonplaats Zwolle.
Levie Cohen ·
Jan Fortuijn ·
Adriaan Gerhard ·
Frank van der Goes ·
Willem Helsdingen ·
Henri van Kol ·
Henri Polak ·
Jan Schaper ·
Hendrik Spiekman ·
Pieter Jelles Troelstra ·
Helmig Jan van der Vegt ·
Willem Vliegen
- Biografisch Portaal: 32897732
- International Standard Name Identifier: 0000 0003 8892 2888
- Nederlandse Thesaurus van Auteursnamen: 06894540X
- Virtual International Authority File: 282205843
- WorldCat: E39PBJj4w6MjPcKmcCTPQM9qwC